# Robert Scheidt
Robert Scheidt (São Paulo, 15 april 1973) is een Braziliaanse zeiler. Op vijf Olympische Spelen won hij twee gouden, twee zilveren en een bronzen medaille. Daarmee is hij een van de succesvolste zeilers op de Olympische Spelen en de succesvolste Braziliaanse olympisch atleet.

## Jeugd
Scheidt's vader gaf hem zijn eerste boot toen hij negen jaar was. Op elfjarige leeftijd werd Scheidt de Zuid-Amerikaanse kampioen in de Optimist-klasse in 1985 en opnieuw in 1986. Met dank aan deze overwinningen werd hij gekozen om Brazilië te vertegenwoordigen op het wereldkampioenschap Optimist in 1986. Dit was het keerpunt in zijn carrière en deed hem besluiten om te stoppen met tennis en zich te richten op zeilen.
Omdat zijn gewicht en lengte de limieten van de Optimist overschreden, begon hij met varen in de Snipe-klasse, waarin hij driemaal Braziliaans jeugdkampioen werd. In 1990 begon hij te varen in de Laser, werd de Braziliaanse jeugdkampioen en mocht Brazilië vertegenwoordigen op de jeugdwereldkampioenschappen in Nederland. Hij ging trainen in Denemarken en Zweden en nam voor het eerst deel aan de Kieler Woche. In 1991 werd hij wereldkampioen bij de jeugd in de Laser door 10 van de 11 races te winnen.

## Carrière
Scheidt won goud op de Pan-Amerikaanse Spelen 1995 en behaalde zijn eerste wereldtitel op Tenerife. In het jaar erna studeerde hij af aan de Universidade Presbiteriana Mackenzie in bedrijfsmanagement. In 1996 volgde zijn grootste prestatie tot dan toe: de gouden medaille op de Olympische Spelen in Atlanta in de Laser-klasse. Dit succes werd voortgezet met goud op het WK in 1996 en 1997.
In 1999 won hij de gouden medaille op de Pan-Amerikaanse Spelen op het Winnipegmeer vóór Mark Mendelblatt uit de Verenigde Staten en Diego Romero uit Argentinië. In 2000, na zijn vierde wereldtitel, was hij de favoriet om goud te winnen op de Olympische Spelen in Sydney. Maar net als de rest van de Braziliaanse delegatie slaagde hij er niet om goud te winnen en na een geweldige en controversiële strijd met Ben Ainslie moest hij genoegen nemen met het zilver. Zijn vijfde wereldtitel werd veroverd in 2001 in Cork en zijn zesde in 2002 in Cape Cod.
In 2003 werd hij voor de derde keer Pan-Amerikaans kampioen. In 2004 won hij de gouden medaille op de Spelen in Athene en won ook zijn zevende wereldtitel. In maart 2005 bereikte hij de eerste plaats op de wereldranglijst in de Laser. Zijn achtste wereldtitel kwam in 2005, behaald in zijn geboorteland Brazilië.
Na deze overwinning besloot hij de Laser-klasse goeddeels te verlaten en zich te concentreren op de tweepersoons Star-klasse, waarin hij een duo vormt met landgenoot Bruno Prada. In juni 2006 behaalden Prada en hij de zilveren medaille tijdens de Kieler Woche achter Mark Mendelblatt en bemanningslid Mark Strube. In augustus van dat jaar werd deze prestatie herhaald tijdens de Star European Championships in Neustadt (Duitsland). Op de Olympische Spelen in Qingdao in 2008 werd opnieuw zilver behaald. In februari 2009 bereikt hij voor het eerst de hoogste positie op de wereldranglijst van de Star. In juli van dat jaar werd Scheidt Europees kampioen.
Op de Olympische Spelen in Londen in 2012 eindigde het duo op de derde plaats. Met deze prestatie komt Scheidt op een gedeelde eerste plaats met Ben Ainslie en landgenoot Torben Grael qua aantal olympische zeilmedailles en staat tussen beide zeilers als gekeken wordt naar de medaillekleur. Ook is Scheidt hiermee de best presterende Braziliaans olympiër.
Na deze overwinning liet Scheidt de Star voor gezien en keerde terug naar de Laser. Na Londen staat de Star namelijk niet meer op de olympische kalender en het doel van Scheidt is om te strijden op de Olympische Spelen van 2016 in thuisland Brazilië. Tijdens de Kieler Woche in juni 2013 behaalde hij in de Star-klasse de tweede plaats. In november volgde zijn negende wereldtitel in de Laser, acht jaar na de vorige.

## Eretitels
In 2001 werd Scheidt gekroond tot Braziliaanse sporter van het jaar. In 2002 won hij de ISAF World Sailor of the Year Award. In 2004 won hij deze prestigieuze prijs opnieuw.